# 宝賀寿男
宝賀 寿男（ほうが としお、1946年4月17日 - ）は、日本及び北東アジアの古代史・系譜の研究者。日本家系図学会の会長（2009年 - ）であり家系研究協議会の２代会長。（2012年 - 2024年）元大蔵省（現財務省）の官僚。2003年から弁護士。

## 経歴
北海道に生まれる。1969年、東京大学法学部第2類（公法コース）を卒業後、大蔵省に入省（関税局企画課配属）。省内各局・国税庁などのほか、外務省（在中国大使館）、経済企画庁でも勤務する。1993年6月より富山県副知事となり、1995年に理財局たばこ塩事業審議官。1996年7月に東京税関長。1997年7月より関税局担当の大臣官房審議官。1998年7月に退官し、中小企業総合事業団理事兼中小企業大学校長などを経て、2003年からは弁護士として活動している。2017年から第二東京弁護士会に所属。

## 古代史関連の活動
在学中から古代史に関心があり、やがて歴史の基礎資料ともなる古代及び中世の氏族の系図・系譜に目を向けるようになる。官僚として各地や中国北京で勤務するかたわら、地道な研究を長年続け、古代氏族にかかわる系譜を探るなかで、幕末〜明治期の国学者である鈴木眞年の系図研究の重要性を見出し、全国各地の資料館、寺社などを歩き、鈴木眞年のかかわった系図史料をくまなく渉猟している。
大阪国税局の調査部長であった1986年、それまでの系図研究の成果を『古代氏族系譜集成』として発表した。鈴木眞年は、その研究内容が膨大であるにもかかわらず刊行物が少なく、歴史研究者はもとより、系譜学の泰斗、太田亮もほとんど認識せず、研究者たちからもほぼ忘れられていた。宝賀は、鈴木眞年の同学の士で盟友の中田憲信についても、その業績を発掘し再評価をしている。
『古代氏族系譜集成』の刊行後も、宝賀は鈴木眞年、中田憲信に関する史料類など各種系図の収集・研究を続けた。雄松堂書店から、二人にかかわる系図史料などを収めたマイクロフィルム『諸家系図史料集』（「諸系譜」「百家系図」ほか）が発売され、絶版となっていた鈴木眞年の伝記『鈴木眞年伝』も復刻されたが（大空社、1991年）、同書では宝賀が解説を記している。『古代氏族系譜集成』の発刊から3年後に出た『系図研究の基礎知識』（近藤安太郎）は、鈴木眞年の系図学を詳細に紹介した。
その後も、「姓氏と家系」「家系研究」など系図関連の研究誌では中世武家・古代氏族の系図に関する論考を、「古代史の海」誌などにおいては古代史と海人族など古代氏族に関する論考を精力的に発表し、古代史や古代・中世の氏族の系譜を題材とする研究を相次いで出している。2012年、古代氏族についての研究の集大成となる「古代氏族の研究」シリーズの刊行が始まり、既に18冊の刊行もなされ、同シリーズは終えている。
国宝指定されている「海部氏系図」については、疑義が大きい偽作系図であるとの説をとっている。また、『古事記』序文偽書説に立っている(三浦佑之氏、大和岩雄氏の見解とほぼ同様)。
2009年、日本家系図学会の会長に就任、2012年からは家系研究協議会の会長も兼任して(2024年辞任)、系図及び古代史についての研究活動を幅広く続けている。日本家系図学会、家系研究協議会はいずれも全国各地に会員を持つ系図についての研究者団体。また、全国邪馬台国連合協議会（全邪馬連）の特別顧問の一人。

## 評価と批判

### 宝賀を支持した人間からの評価
実質的なデビュー作である『古代氏族系譜集成』が、後に宝賀の著作を支持した人間たちにどのように受け止められたかは、近藤安太郎がその著『系図研究の基礎知識』のなかに書き残している。『古代氏族系譜集成』を紹介する文面に、「衝撃を受けた系図集」「系譜学者鈴木眞年の再発見」という小見出しが添えられており、当時の関係者の雰囲気がうかがい知れる。近藤安太郎は歴史系の書籍を出していた近藤出版社の経営者で、近藤敏喬の名で『古代豪族系図集覧』などの著作もある。
いままで現代における古代氏族の系図の研究状況を述べてきたが、最近まことに衝撃的な系図集が刊行された。（中略）『姓氏家系大辞典』が提起している数々の疑問点も、この書はいとも明解に答えてくれる部分が多い。
『系図研究の基礎知識』（第一巻154ページ）
系図は歴史学のうえで常に二次史料とされ、歴史学者は古文書や文献による考証を重んじて、系図はとかく軽視されがちであった。（中略）系図を扱うものはむしろ肩身の狭い思いをさえしてきたのである。宝賀氏はこのような歴史学界の束縛の埒外にあり、自由に、かつ敢然としてこれに立ち向かわれたのである。しかもその研究は極めて謙虚である。常に系図に対する批判を忘れないことは、まことに立派であると言わなければならない。
『系図研究の基礎知識』（第一巻155ページ）
しかし、近藤は同じく『系図研究の基礎知識』において、「事実あまりにも多方面または多氏族にわたるこの系図集は、なお半信半疑の感なきを得ない」、「この『古代氏族系譜集成』も、かりにいくばくかの瑕瑾はあるにしても、大部分が肯定されるものとなっていくであろう。是非そのようにあって欲しいと思う」と述べており、完全に宝賀の著作を肯定していたというわけではないことがわかる。

### 宝賀の著作に関する学者の反応
『新撰姓氏録の研究』の著者、佐伯有清も、その著作・論考のなかで、宝賀が紹介した鈴木眞年関係の系図史料をいくつか取り上げている。
- 『史学雑誌』（第96篇第5号）「1986年の歴史学界 日本（古代）」において、『古代氏族系譜集成』に対して「鈴木真年が蒐集した古代氏族の系図を軸に、『和気氏系図』などひろく諸氏族の系図を集成した大著。注目すべき系図が数多く集められているが、古代氏族研究に利用するのには、十分な史料批判の手つづきをふむ必要があろう。」と評価をしている[12]。なお、系図史料を厳しく吟味するのは、すべての系図に通じるものである。
- 『史学雑誌』（第103編第1号）新刊紹介において上記『古代豪族系図集覧』を紹介する記事を書いているが、そのなかで、「『古代氏族系譜集成』が出版され、本書の編者に大きな衝撃をあたえたことは否めない。本書の刊行が大幅におくれたのは、そのためであろう。しかし編者が「大部分を右書に負うた形となった」と述べているように、宝賀氏編の大著の出現は、本書をより充実させることとなったのである」と記している[13]。
- 著作『智証大師伝の研究』（1989年刊）では、「円仁の家系図」の項で真年・憲信が紹介した円仁につながる毛野氏族壬生公の系図（『古代氏族系譜集成』に収録）を具体的に取り上げて、信頼性のあるものとしている。

鈴木正信は、自著である『古代氏族の系図を読み解く』の前書きで、系図の研究者として複数の研究者の名前を挙げている。しかし、その中に宝賀寿男や宝賀の信奉する鈴木真年、中田憲信の名前は含まれていない。

## 著作
- 『古代氏族系譜集成』全3冊、古代氏族研究会、1986年
- 『巨大古墳と古代王統譜』青垣出版、2005年
- 『「神武東征」の原像』青垣出版、2006年
- 『神功皇后と天日矛の伝承』法令出版、2008年
- 『越と出雲の夜明け 日本海沿岸地域の創世史』法令出版、2009年
- 『和珥氏 中国江南から来た海神族の流れ（古代氏族の研究 1）』青垣出版、2012年
- 『葛城氏 武内宿祢後裔の宗族（古代氏族の研究　2）』青垣出版、2012年
- 『阿倍氏 四道将軍の後裔たち (古代氏族の研究 3)』青垣出版、2013年
- 『大伴氏 列島原住民の流れを汲む名流武門 (古代氏族の研究 4)』青垣出版、2013年
- 『中臣氏 卜占を担った古代占部の後裔 (古代氏族の研究 5)』 青垣出版、2014年
- 『息長氏 大王を輩出した鍛冶氏族 (古代氏族の研究 6)』青垣出版、2014年
- 『三輪氏 大物主神の祭祀者 (古代氏族の研究 7)』青垣出版、2015年
- 『物部氏 剣神奉斎の軍事大族 (古代氏族の研究 8)』青垣出版、2016年
- 『吉備氏 桃太郎伝承をもつ地方大族 (古代氏族の研究 9) 』青垣出版、2016年
- 『紀氏・平群氏 韓地・征夷で活躍の大族 (古代氏族の研究 10)』青垣出版、2017年
- 『秦氏・漢氏 渡来系の二大雄族 (古代氏族の研究 11)』青垣出版、2017年
- 『尾張氏 后妃輩出の伝承をもつ東海の雄族 (古代氏族の研究 12)』青垣出版、2018年
- 『天皇氏族 天孫族の来た道 (古代氏族の研究 13)』青垣出版、2018年
- 『蘇我氏 権勢を誇った謎の古代豪族 (古代氏族の研究 14)』青垣出版、2019年
- 『百済氏・高麗氏 韓地から渡来の名族（古代氏族の研究 15）』青垣出版、2020年
- 『出雲氏・土師氏 原出雲王国の盛衰（古代氏族の研究 16）』青垣出版、2020年
- 『毛野氏 東国の雄族諸武家の源流（古代氏族の研究 17）』青垣出版、2021年
- 『鴨氏・服部氏　少彦名神の後裔諸族（古代氏族の研究 1８）』青垣出版、2022年

### 共著
- 『豊臣秀吉の系図学 近江、鉄、渡来人をめぐって』桃山堂共著. 桃山堂 2014年
- 『黒田官兵衛目薬伝説』桃山堂編.共著者の一人. 桃山堂 2014年

### 解説
- 『鈴木真年伝』の復刻版（大空社）の解説記事、1991年